# Takashi Ono (gimnasta)
Takashi Ono (Prefectura de Akita, Japón, 26 de junio de 1931) fue un importante gimnasta artístico japonés ganador de trece medallas olímpicas entre las Olimpiadas de Melbourne 1956 y Tokio 1964, y otras siete medallas en Mundiales entre el Mundial de Moscú 1958 y Praga 1962.

## Carrera deportiva
Takeshi Ono era especialista en las seis pruebas de gimnasia artística —salto de potro, caballo con arcos, suelo, anillas, barra fija y barras paralelas—, en cada una de ellas al menos consiguió una medalla olímpica o en mundiales; pero destacó especialmente en la barra fija con dos oros olímpicos y uno mundial, y en el salto de potro, con un oro en la Olimpiada de Roma 1960.